# Georg Hermann Braun

Georg Hermann Braun

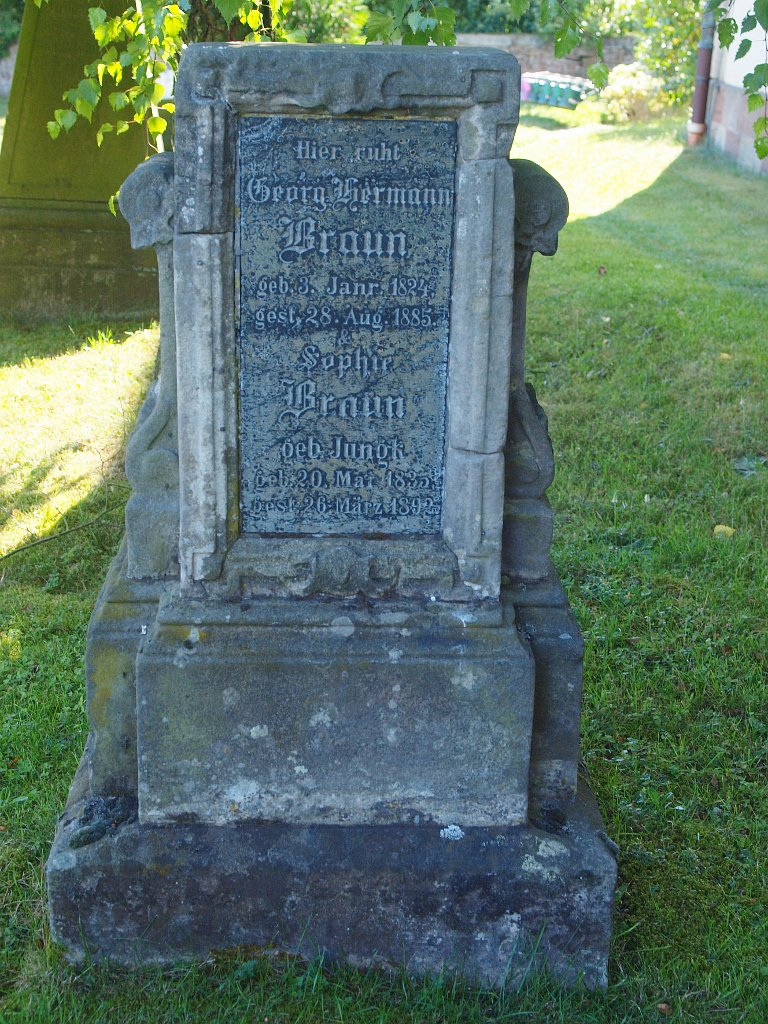
Grabstein im Bad Hersfelder Stadtteil Petersberg

Georg Hermann Braun (* 3. Januar 1824 in Hersfeld; † 28. August 1885 in Kassel) war Rittergutsbesitzer und Mitglied des Deutschen Reichstags.

## Leben
Braun heiratete 1855 seine Cousine Sophie Jungk (* 20. Mai 1835; † 26. März 1892) und bewirtschaftete ab diesem Zeitpunkt das von ihr ererbte Rittergut Oberrode. Nach Verselbstständigung von Oberrode als Gemeinde war Braun von 1861 bis 1882 Ortsvorsteher.
Von 1878 bis 1881 war er Mitglied des Deutschen Reichstags für den Reichstagswahlkreis Regierungsbezirk Kassel 6 (Hersfeld, Hünfeld, Rotenburg), er gehörte im Reichstag der Fraktion der Deutschen Reichspartei an.